# Miedes de Atienza (kommunhuvudort)
Miedes de Atienza är en kommunhuvudort i Spanien.   Den ligger i provinsen Provincia de Guadalajara och regionen Kastilien-La Mancha, i den centrala delen av landet, 110 km nordost om huvudstaden Madrid. Miedes de Atienza ligger 1 150 meter över havet och antalet invånare är 103.
Terrängen runt Miedes de Atienza är kuperad åt sydväst, men åt nordost är den platt. Runt Miedes de Atienza är det mycket glesbefolkat, med 3 invånare per kvadratkilometer. Närmaste större samhälle är Atienza, 10,9 km sydost om Miedes de Atienza. Trakten runt Miedes de Atienza består i huvudsak av gräsmarker.